# یوسف مرسین
یوسف مرسین (انگلیسی: Yusuf Mersin؛ زادهٔ ۲۳ سپتامبر ۱۹۹۴) بازیکن فوتبال اهل ترکیه است.
از باشگاه‌هایی که در آن بازی کرده‌است می‌توان به باشگاه فوتبال لیورپول اشاره کرد.
وی همچنین در تیم‌های ملی فوتبال زیر ۱۶، ۱۷ و ۱۸ سال ترکیه بازی کرده‌است.